# رودولفو بارادا
رودولفو بارادا (بالإسبانية: Rodolfo Parada)‏ هو فنان إيقاعي ومغني تشيلي، ولد في القرن العشرين.